# Copa de Campeones de la Concacaf 2025
La Copa de Campeones de la Concacaf 2025 fue la 60.ª edición de la competición de clubes masculinos de fútbol de la Concacaf. 
El C. F. Pachuca, campeón del torneo 2024 al derrotar en la final a Columbus Crew por un marcador de 3–0, no pudo defender el título al no clasificarse para esta edición de la copa.
El C. F. Cruz Azul de México se consagró como campeón de esta edición, al imponerse en la final con marcador de 5–0 al Vancouver Whitecaps de Canadá, sumando así su séptimo título de la competición y por ende clasifica a la Copa Intercontinental de la FIFA 2025 y la Copa Mundial de Clubes de la FIFA 2029.

## Formato
Esta edición se jugará en un formato de eliminación directa y se conforma de cinco rondas: primera ronda, octavos de final, cuartos de final, semifinales y final. Las primeras cuatro rondas incluyen partidos de ida y vuelta, mientras que la final se disputará a partido único en un fin de semana. Del total de 27 clubes, 22 comenzaron a jugar en la primera ronda y 5 recibieron pase directo a los octavos de final.

## Distribución de cupos
|            |                                | Participantes                                                                                       |
| ---------- | ------------------------------ | --------------------------------------------------------------------------------------------------- |
| 27 equipos | Zona Norteamérica (18 equipos) | - 3 clubes de la Leagues Cup - 3 clubes de Canadá - 6 clubes de Estados Unidos - 6 clubes de México |
| 27 equipos | Zona Centroamérica (6 equipos) | - 6 clubes de la Copa Centroamericana                                                               |
| 27 equipos | Zona Caribe (3 equipos)        | - 3 clubes de la Copa Caribeña                                                                      |

## Calendario
El calendario aprobado por Concacaf es el siguiente:
| Ronda            | Partidos de ida                       | Partidos de vuelta                    |
| ---------------- | ------------------------------------- | ------------------------------------- |
| Primera ronda    | 4–6, 11–13, 18–20, y 25–27 de febrero | 4–6, 11–13, 18–20, y 25–27 de febrero |
| Octavos de final | 4–6 de marzo                          | 11–13 de marzo                        |
| Cuartos de final | 1–2 de abril                          | 8–9 de abril                          |
| Semifinales      | 23–24 de abril                        | 30 de abril–1 de mayo                 |
| Final            | 1 de junio                            | 1 de junio                            |

## Equipos participantes
En negrita los equipos que ingresan directamente a los octavos de final. El resto de equipos ingresan a la fase preliminar.
En cursiva el único equipo debutante.
| País o Región          | Equipo                                                                                         | Vía de clasificación |
| ---------------------- | ---------------------------------------------------------------------------------------------- | --- |
| Canadá 3 cupos         | Cavalry Forge Vancouver Whitecaps                                                              | Campeón de la Canadian Premier League 2024 Ganador de la temporada regular de la Canadian Premier League 2024 Campeón del Campeonato Canadiense de Fútbol 2024 |
| Caribe 3 cupos         | Cavalier Cibao Real Hope                                                                       | Campeón de la Copa Caribeña de la Concacaf 2024 Subcampeón de la Copa Caribeña de Concacaf 2024 3.er puesto de la Copa Caribeña de Concacaf 2024 |
| Centroamérica 6 cupos  | Alajuelense Real Estelí Herediano Antigua Saprissa Motagua                                     | Campeón de la Copa Centroamericana de Concacaf 2024 Subcampeón de la Copa Centroamericana de Concacaf 2024 Semifinalista de la Copa Centroamericana de Concacaf 2024 Ganador del repechaje 1 de la Copa Centroamericana de Concacaf 2024 Ganador del repechaje 2 de la Copa Centroamericana de Concacaf 2024                 |
| Estados Unidos 6 cupos | Los Angeles Galaxy Sporting Kansas City Inter Miami Cincinnati Real Salt Lake Seattle Sounders | Campeón de la Major League Soccer 2024 Subcampeón de la Lamar Hunt U.S. Open Cup 2024 Ganador del MLS Supporters' Shield 2024 1.er ubicado de la tabla general de la Major League Soccer 2024 2.° ubicado de la tabla general de la Major League Soccer 2024 3.er ubicado de la tabla general de la Major League Soccer 2024 |
| México 6 cupos         | América Tigres UANL Cruz Azul Monterrey Guadalajara Pumas UNAM                                 | Campeón del Torneo Apertura 2023 y del Torneo Clausura 2024 Subcampeón del Torneo Apertura 2023 Subcampeón del Torneo Clausura 2024 1.er ubicado de la tabla general de la temporada 2023-24 2.° ubicado de la tabla general de la temporada 2023-24 3.er ubicado de la tabla general de la temporada 2023-24                |
| Norteamérica 3 cupos   | Columbus Crew Los Angeles Colorado Rapids                                                      | Campeón de la Leagues Cup 2024 Subcampeón de la Leagues Cup 2024 3.er puesto de la Leagues Cup 2024 |

### Localidad de los equipos
Distribución geográfica de las sedes de los equipos ya clasificados.

## Sorteo
El sorteo del torneo se llevó a cabo el 10 de diciembre de 2024 a las 19:00 (UTC-5) en Miami, Estados Unidos. Los equipos fueron distribuidos según la clasificación de clubes de Concacaf al 9 de diciembre de 2024. A ocho equipos (los cinco que reciben byes y los tres mejores clasificados que ingresan a la primera ronda) se les asignó directamente posiciones en el cuadro según el desempeño de cada club. Los 19 equipos restantes se dividieron en dos bombos y luego se sortearon aleatoriamente en sus posiciones.
Entrantes a los octavos de final
| Ubicación | Equipo             | Puntos |
| --------- | ------------------ | ------ |
| 1         | Columbus Crew      | 1252   |
| 2         | América            | 1242   |
| 3         | Los Angeles Galaxy | 1203   |
| 4         | Alajuelense        | 1157   |
| 5         | Cavalier           | 1057   |

Entrantes en la primera ronda
| Ubicación | Equipo      | Puntos |
| --------- | ----------- | ------ |
| 1         | Monterrey   | 1229   |
| 2         | Tigres UANL | 1227   |
| 3         | Cruz Azul   | 1223   |

| Equipo              | Puntos |
| ------------------- | ------ |
| Los Angeles         | 1222   |
| Inter Miami         | 1216   |
| Seattle Sounders    | 1202   |
| Pumas UNAM          | 1200   |
| Guadalajara         | 1199   |
| Cincinnati          | 1194   |
| Real Salt Lake      | 1191   |
| Vancouver Whitecaps | 1173   |

| Equipo               | Puntos |
| -------------------- | ------ |
| Colorado Rapids      | 1166   |
| Sporting Kansas City | 1159   |
| Saprissa             | 1142   |
| Herediano            | 1128   |
| Cavalry              | 1117   |
| Motagua              | 1110   |
| Antigua              | 1108   |
| Forge                | 1106   |
| Real Estelí          | 1076   |
| Cibao                | 1060   |
| Real Hope            | 1025   |

## Fase eliminatoria

### Cuadro de desarrollo
|  | Octavos de final                                 | Octavos de final                                 | Octavos de final                                 | Octavos de final                                 | Octavos de final                                 |   |             | Cuartos de final                             | Cuartos de final                             | Cuartos de final                             | Cuartos de final                             | Cuartos de final                             |  |             | Semifinales                                             | Semifinales                                             | Semifinales                                             | Semifinales                                             | Semifinales                                             |  |           | Final      | Final      | Final      |  |
|  | 4 al 6 de marzo (ida) 11 al 13 de marzo (vuelta) | 4 al 6 de marzo (ida) 11 al 13 de marzo (vuelta) | 4 al 6 de marzo (ida) 11 al 13 de marzo (vuelta) | 4 al 6 de marzo (ida) 11 al 13 de marzo (vuelta) | 4 al 6 de marzo (ida) 11 al 13 de marzo (vuelta) |   |             | 1 y 2 de abril (ida) 8 y 9 de abril (vuelta) | 1 y 2 de abril (ida) 8 y 9 de abril (vuelta) | 1 y 2 de abril (ida) 8 y 9 de abril (vuelta) | 1 y 2 de abril (ida) 8 y 9 de abril (vuelta) | 1 y 2 de abril (ida) 8 y 9 de abril (vuelta) |  |             | 23 y 24 de abril (ida) 30 de abril y 1 de mayo (vuelta) | 23 y 24 de abril (ida) 30 de abril y 1 de mayo (vuelta) | 23 y 24 de abril (ida) 30 de abril y 1 de mayo (vuelta) | 23 y 24 de abril (ida) 30 de abril y 1 de mayo (vuelta) | 23 y 24 de abril (ida) 30 de abril y 1 de mayo (vuelta) |  |           | 1 de junio | 1 de junio | 1 de junio |  |
|  |                                                  |                                                  |                                                  |                                                  |                                                  |   |             |                                              |                                              |                                              |                                              |                                              |  |             |                                                         |                                                         |                                                         |                                                         |                                                         |  |           |            |            |            |  |
|  |                                                  |                                                  |                                                  |                                                  |                                                  |   |             |                                              |                                              |                                              |                                              |                                              |  |             |                                                         |                                                         |                                                         |                                                         |                                                         |  |           |            |            |            |  |
|  | Cruz Azul                                        | Cruz Azul                                        | 0                                                | 4                                                | 4                                                |   |             |                                              |                                              |                                              |                                              |                                              |  |             |                                                         |                                                         |                                                         |                                                         |                                                         |  |           |            |            |            |  |
|  | Cruz Azul                                        | Cruz Azul                                        | 0                                                | 4                                                | 4                                                |   |             |                                              |                                              |                                              |                                              |                                              |  |             |                                                         |                                                         |                                                         |                                                         |                                                         |  |           |            |            |            |  |
|  | Seattle Sounders                                 | Seattle Sounders                                 | 0                                                | 1                                                | 1                                                |   |             |                                              |                                              |                                              |                                              |                                              |  |             |                                                         |                                                         |                                                         |                                                         |                                                         |  |           |            |            |            |  |
|  | Seattle Sounders                                 | Seattle Sounders                                 | 0                                                | 1                                                | 1                                                |   | Cruz Azul   | Cruz Azul                                    | 0                                            | 2                                            | 2                                            |                                              |  |             |                                                         |                                                         |                                                         |                                                         |                                                         |  |           |            |            |            |  |
|  |                                                  |                                                  |                                                  |                                                  |                                                  |   | Cruz Azul   | Cruz Azul                                    | 0                                            | 2                                            | 2                                            |                                              |  |             |                                                         |                                                         |                                                         |                                                         |                                                         |  |           |            |            |            |  |
|  |                                                  |                                                  | América                                          | América                                          | 0                                                | 1 | 1           |                                              |                                              |                                              |                                              |                                              |  |             |                                                         |                                                         |                                                         |                                                         |                                                         |  |           |            |            |            |  |
|  | América                                          | América                                          | América                                          | América                                          | 0                                                | 1 | 1           | 0                                            | 4                                            | 4                                            |                                              |                                              |  |             |                                                         |                                                         |                                                         |                                                         |                                                         |  |           |            |            |            |  |
|  | América                                          | América                                          |                                                  |                                                  |                                                  |   |             |                                              |                                              | 4                                            |                                              |                                              |  |             |                                                         |                                                         |                                                         |                                                         |                                                         |  |           |            |            |            |  |
|  | Guadalajara                                      | Guadalajara                                      | 1                                                | 0                                                | 1                                                |   |             |                                              |                                              |                                              |                                              |                                              |  |             |                                                         |                                                         |                                                         |                                                         |                                                         |  |           |            |            |            |  |
|  | Guadalajara                                      | Guadalajara                                      | 1                                                | 0                                                | 1                                                |   |             |                                              |                                              |                                              |                                              |                                              |  | Cruz Azul   | Cruz Azul                                               | 1                                                       | 1                                                       | 2                                                       |                                                         |  |           |            |            |            |  |
|  |                                                  |                                                  |                                                  |                                                  |                                                  |   |             |                                              |                                              |                                              |                                              |                                              |  | Cruz Azul   | Cruz Azul                                               | 1                                                       | 1                                                       | 2                                                       |                                                         |  |           |            |            |            |  |
|  |                                                  |                                                  | Tigres UANL                                      | Tigres UANL                                      | 1                                                | 0 | 1           |                                              |                                              |                                              |                                              |                                              |  |             |                                                         |                                                         |                                                         |                                                         |                                                         |  |           |            |            |            |  |
|  | Tigres UANL                                      | Tigres UANL                                      | Tigres UANL                                      | Tigres UANL                                      | 1                                                | 0 | 1           | 1                                            | 3                                            | 4                                            |                                              |                                              |  |             |                                                         |                                                         |                                                         |                                                         |                                                         |  |           |            |            |            |  |
|  | Tigres UANL                                      | Tigres UANL                                      |                                                  |                                                  |                                                  |   |             |                                              |                                              | 4                                            |                                              |                                              |  |             |                                                         |                                                         |                                                         |                                                         |                                                         |  |           |            |            |            |  |
|  | Cincinnati                                       | Cincinnati                                       | 1                                                | 1                                                | 2                                                |   |             |                                              |                                              |                                              |                                              |                                              |  |             |                                                         |                                                         |                                                         |                                                         |                                                         |  |           |            |            |            |  |
|  | Cincinnati                                       | Cincinnati                                       | 1                                                | 1                                                | 2                                                |   | Tigres UANL | Tigres UANL                                  | 0                                            | 3                                            | 3                                            |                                              |  |             |                                                         |                                                         |                                                         |                                                         |                                                         |  |           |            |            |            |  |
|  |                                                  |                                                  |                                                  |                                                  |                                                  |   | Tigres UANL | Tigres UANL                                  | 0                                            | 3                                            | 3                                            |                                              |  |             |                                                         |                                                         |                                                         |                                                         |                                                         |  |           |            |            |            |  |
|  |                                                  |                                                  | Los Angeles Galaxy                               | Los Angeles Galaxy                               | 0                                                | 2 | 2           |                                              |                                              |                                              |                                              |                                              |  |             |                                                         |                                                         |                                                         |                                                         |                                                         |  |           |            |            |            |  |
|  | Los Angeles Galaxy                               | Los Angeles Galaxy                               | Los Angeles Galaxy                               | Los Angeles Galaxy                               | 0                                                | 2 | 2           | 0                                            | 4                                            | 4                                            |                                              |                                              |  |             |                                                         |                                                         |                                                         |                                                         |                                                         |  |           |            |            |            |  |
|  | Los Angeles Galaxy                               | Los Angeles Galaxy                               |                                                  |                                                  |                                                  |   |             |                                              |                                              | 4                                            |                                              |                                              |  |             |                                                         |                                                         |                                                         |                                                         |                                                         |  |           |            |            |            |  |
|  | Herediano                                        | Herediano                                        | 1                                                | 1                                                | 2                                                |   |             |                                              |                                              |                                              |                                              |                                              |  |             |                                                         |                                                         |                                                         |                                                         |                                                         |  |           |            |            |            |  |
|  | Herediano                                        | Herediano                                        | 1                                                | 1                                                | 2                                                |   |             |                                              |                                              |                                              |                                              |                                              |  |             |                                                         |                                                         |                                                         |                                                         |                                                         |  | Cruz Azul | Cruz Azul  | 5          |            |  |
|  |                                                  |                                                  |                                                  |                                                  |                                                  |   |             |                                              |                                              |                                              |                                              |                                              |  |             |                                                         |                                                         |                                                         |                                                         |                                                         |  | Cruz Azul | Cruz Azul  | 5          |            |  |
|  |                                                  |                                                  | Vancouver Whitecaps                              | Vancouver Whitecaps                              | 0                                                |   |             |                                              |                                              |                                              |                                              |                                              |  |             |                                                         |                                                         |                                                         |                                                         |                                                         |  |           |            |            |            |  |
|  | Cavalier                                         | Cavalier                                         | Vancouver Whitecaps                              | Vancouver Whitecaps                              | 0                                                | 0 | 0           | 0                                            |                                              |                                              |                                              |                                              |  |             |                                                         |                                                         |                                                         |                                                         |                                                         |  |           |            |            |            |  |
|  | Cavalier                                         | Cavalier                                         |                                                  |                                                  |                                                  |   |             |                                              |                                              |                                              |                                              |                                              |  |             |                                                         |                                                         |                                                         |                                                         |                                                         |  |           |            |            |            |  |
|  | Inter Miami                                      | Inter Miami                                      | 2                                                | 2                                                | 4                                                |   |             |                                              |                                              |                                              |                                              |                                              |  |             |                                                         |                                                         |                                                         |                                                         |                                                         |  |           |            |            |            |  |
|  | Inter Miami                                      | Inter Miami                                      | 2                                                | 2                                                | 4                                                |   | Inter Miami | Inter Miami                                  | 0                                            | 3                                            | 3                                            |                                              |  |             |                                                         |                                                         |                                                         |                                                         |                                                         |  |           |            |            |            |  |
|  |                                                  |                                                  |                                                  |                                                  |                                                  |   | Inter Miami | Inter Miami                                  | 0                                            | 3                                            | 3                                            |                                              |  |             |                                                         |                                                         |                                                         |                                                         |                                                         |  |           |            |            |            |  |
|  |                                                  |                                                  | Los Angeles                                      | Los Angeles                                      | 1                                                | 1 | 2           |                                              |                                              |                                              |                                              |                                              |  |             |                                                         |                                                         |                                                         |                                                         |                                                         |  |           |            |            |            |  |
|  | Columbus Crew                                    | Columbus Crew                                    | Los Angeles                                      | Los Angeles                                      | 1                                                | 1 | 2           | 0                                            | 2                                            | 2                                            |                                              |                                              |  |             |                                                         |                                                         |                                                         |                                                         |                                                         |  |           |            |            |            |  |
|  | Columbus Crew                                    | Columbus Crew                                    |                                                  |                                                  |                                                  |   |             |                                              |                                              | 2                                            |                                              |                                              |  |             |                                                         |                                                         |                                                         |                                                         |                                                         |  |           |            |            |            |  |
|  | Los Angeles                                      | Los Angeles                                      | 3                                                | 1                                                | 4                                                |   |             |                                              |                                              |                                              |                                              |                                              |  |             |                                                         |                                                         |                                                         |                                                         |                                                         |  |           |            |            |            |  |
|  | Los Angeles                                      | Los Angeles                                      | 3                                                | 1                                                | 4                                                |   |             |                                              |                                              |                                              |                                              |                                              |  | Inter Miami | Inter Miami                                             | 0                                                       | 1                                                       | 1                                                       |                                                         |  |           |            |            |            |  |
|  |                                                  |                                                  |                                                  |                                                  |                                                  |   |             |                                              |                                              |                                              |                                              |                                              |  | Inter Miami | Inter Miami                                             | 0                                                       | 1                                                       | 1                                                       |                                                         |  |           |            |            |            |  |
|  |                                                  |                                                  | Vancouver Whitecaps                              | Vancouver Whitecaps                              | 2                                                | 3 | 5           |                                              |                                              |                                              |                                              |                                              |  |             |                                                         |                                                         |                                                         |                                                         |                                                         |  |           |            |            |            |  |
|  | Alajuelense                                      | Alajuelense                                      | Vancouver Whitecaps                              | Vancouver Whitecaps                              | 2                                                | 3 | 5           | 0                                            | 1                                            | 1                                            |                                              |                                              |  |             |                                                         |                                                         |                                                         |                                                         |                                                         |  |           |            |            |            |  |
|  | Alajuelense                                      | Alajuelense                                      |                                                  |                                                  |                                                  |   |             |                                              |                                              | 1                                            |                                              |                                              |  |             |                                                         |                                                         |                                                         |                                                         |                                                         |  |           |            |            |            |  |
|  | Pumas UNAM                                       | Pumas UNAM                                       | 2                                                | 1                                                | 3                                                |   |             |                                              |                                              |                                              |                                              |                                              |  |             |                                                         |                                                         |                                                         |                                                         |                                                         |  |           |            |            |            |  |
|  | Pumas UNAM                                       | Pumas UNAM                                       | 2                                                | 1                                                | 3                                                |   | Pumas UNAM  | Pumas UNAM                                   | 1                                            | 2                                            | 3                                            |                                              |  |             |                                                         |                                                         |                                                         |                                                         |                                                         |  |           |            |            |            |  |
|  |                                                  |                                                  |                                                  |                                                  |                                                  |   | Pumas UNAM  | Pumas UNAM                                   | 1                                            | 2                                            | 3                                            |                                              |  |             |                                                         |                                                         |                                                         |                                                         |                                                         |  |           |            |            |            |  |
|  |                                                  |                                                  | Vancouver Whitecaps (v.)                         | Vancouver Whitecaps (v.)                         | 1                                                | 2 | 3           |                                              |                                              |                                              |                                              |                                              |  |             |                                                         |                                                         |                                                         |                                                         |                                                         |  |           |            |            |            |  |
|  | Monterrey                                        | Monterrey                                        | Vancouver Whitecaps (v.)                         | Vancouver Whitecaps (v.)                         | 1                                                | 2 | 3           | 1                                            | 2                                            | 3                                            |                                              |                                              |  |             |                                                         |                                                         |                                                         |                                                         |                                                         |  |           |            |            |            |  |
|  | Monterrey                                        | Monterrey                                        |                                                  |                                                  |                                                  |   |             |                                              |                                              | 3                                            |                                              |                                              |  |             |                                                         |                                                         |                                                         |                                                         |                                                         |  |           |            |            |            |  |
|  | Vancouver Whitecaps (v.)                         | Vancouver Whitecaps (v.)                         | 1                                                | 2                                                | 3                                                |   |             |                                              |                                              |                                              |                                              |                                              |  |             |                                                         |                                                         |                                                         |                                                         |                                                         |  |           |            |            |            |  |
|  | Vancouver Whitecaps (v.)                         | Vancouver Whitecaps (v.)                         | 1                                                | 2                                                | 3                                                |   |             |                                              |                                              |                                              |                                              |                                              |  |             |                                                         |                                                         |                                                         |                                                         |                                                         |  |           |            |            |            |  |
|  |                                                  |                                                  |                                                  |                                                  |                                                  |   |             |                                              |                                              |                                              |                                              |                                              |  |             |                                                         |                                                         |                                                         |                                                         |                                                         |  |           |            |            |            |  |

### Primera ronda
Participaron un total de 22 equipos, descartando a los cinco que clasificaron directamente a octavos de final, siendo cinco clubes de México, cinco de Estados Unidos, tres de Canadá, cinco de Centroamérica, dos de Norteamérica y dos del Caribe. El sorteo se llevó a cabo el 10 de diciembre de 2024 en el James L. Knight Center, en Miami, Florida, determinando los cruces de esta ronda basado en el ranking Concacaf expuesto anteriormente.
El 13 de diciembre de 2024 se confirmó el calendario de esta ronda y las llaves se disputaron de la siguiente manera: Las semanas del 4 al 6 de febrero y del 11 al 13 de febrero se disputaron a ida y vuelta las llaves que involucraban a los equipos mexicanos. Y en las semanas del 18 al 20 de febrero y del 25 al 27 de febrero de 2025, se llevaron a cabo las series con equipos de la MLS.
| Equipo 1             | Agr.     | Equipo 2            | Ida | Vuelta |
| -------------------- | -------- | ------------------- | --- | ------ |
| Colorado Rapids      | 2–2 (v.) | Los Angeles         | 2–1 | 0–1    |
| Sporting Kansas City | 1–4      | Inter Miami         | 0–1 | 1–3    |
| Forge                | 0–5      | Monterrey           | 0–2 | 0–3    |
| Saprissa             | 2–3      | Vancouver Whitecaps | 2–1 | 0–2    |
| Cavalry              | 2–3      | Pumas UNAM          | 2–1 | 0–2    |
| Cibao                | 1–4      | Guadalajara         | 1–1 | 0–3    |
| Real Hope            | 0–7      | Cruz Azul           | 0–2 | 0–5    |
| Antigua              | 2–6      | Seattle Sounders    | 1–3 | 1–3    |
| Real Estelí          | 1–3      | Tigres UANL         | 1–0 | 0–3    |
| Motagua              | 2–5      | Cincinnati          | 1–4 | 1–1    |
| Herediano            | 2–1      | Real Salt Lake      | 0–0 | 2–1    |

### Octavos de final
De acuerdo con el sorteo celebrado al 10 de diciembre, se determinaron los lugares para los enfrentamientos dentro del cuadro eliminatorio. En esta ronda participaron un total de 16 equipos: Los 11 ganadores de la primera ronda, más cinco equipos campeones; América, campeón absoluto de México tras ganar tanto el Torneo Apertura como el Clausura; Los Angeles Galaxy, campeón de Estados Unidos; Columbus Crew, campeón de Norteamérica; Alajuelense, campeón de Centroamérica; y Cavalier, campeón del Caribe.

Los partidos de ida se disputaron entre el 4 y 6 de marzo, mientras que los juegos de vuelta se llevaron a cabo entre el 11 y 13 de marzo.
| Equipo 1            | Agr.     | Equipo 2           | Ida | Vuelta |
| ------------------- | -------- | ------------------ | --- | ------ |
| Los Angeles         | 4–2      | Columbus Crew      | 3–0 | 1–2    |
| Inter Miami         | 4–0      | Cavalier           | 2–0 | 2–0    |
| Vancouver Whitecaps | 3–3 (v.) | Monterrey          | 1–1 | 2–2    |
| Pumas UNAM          | 3–1      | Alajuelense        | 2–0 | 1–1    |
| Guadalajara         | 1–4      | América            | 1–0 | 0–4    |
| Seattle Sounders    | 1–4      | Cruz Azul          | 0–0 | 1–4    |
| Cincinnati          | 2–4      | Tigres UANL        | 1–1 | 1–3    |
| Herediano           | 2–4      | Los Angeles Galaxy | 1–0 | 1–4    |

### Cuartos de final
Participaron los ocho equipos ganadores de las llaves de octavos. Los partidos de ida se disputaron el 1 y 2 de abril, mientras que los de vuelta se jugaron el 8 y 9 de abril.
| Equipo 1            | Agr.     | Equipo 2    | Ida | Vuelta |
| ------------------- | -------- | ----------- | --- | ------ |
| Los Angeles         | 2–3      | Inter Miami | 1–0 | 1–3    |
| Vancouver Whitecaps | 3–3 (v.) | Pumas UNAM  | 1–1 | 2–2    |
| América             | 1–2      | Cruz Azul   | 0–0 | 1–2    |
| Los Angeles Galaxy  | 2–3      | Tigres UANL | 0–0 | 2–3    |

### Semifinales
Participaron los cuatro equipos ganadores de las llaves de cuartos de final. Los partidos de ida se disputaron el 23 y 24 de abril, mientras que los de vuelta se jugaron el 30 de abril y 1 de mayo.
| Equipo 1            | Agr. | Equipo 2    | Ida | Vuelta |
| ------------------- | ---- | ----------- | --- | ------ |
| Vancouver Whitecaps | 5–1  | Inter Miami | 2–0 | 3–1    |
| Tigres UANL         | 1–2  | Cruz Azul   | 1–1 | 0–1    |

### Final
La final se disputó a un solo partido el 1 de junio, en el estadio Olímpico Universitario por mejor rendimiento de Cruz Azul a lo largo de la competencia. El ganador clasificó a la Copa Mundial de Clubes de la FIFA 2029 y a la Copa Intercontinental de la FIFA 2025.
| 23    | POR   | Kevin Mier        |     |
| 2     | DEF   | Jorge Sánchez     |     |
| 4     | DEF   | Willer Ditta      |     |
| 33    | DEF   | Gonzalo Piovi     |     |
| 29    | DEF   | Carlos Rotondi    |     |
| 19    | MED   | Carlos Rodríguez  | 86' |
| 6     | MED   | Erik Lira         |     |
| 8     | MED   | Lorenzo Faravelli | 77' |
| 15    | DEL   | Ignacio Rivero    | 67' |
| 7     | DEL   | Mateusz Bogusz    | 67' |
| 9     | DEL   | Ángel Sepúlveda   | 77' |
| D. T. | D. T. | Vicente Sánchez   |     |

| 1     | POR   | Yohei Takaoka      |     |
| 18    | DEF   | Édier Ocampo       | 46' |
| 4     | DEF   | Ranko Veselinović  | 86' |
| 33    | DEF   | Tristan Blackmon   |     |
| 3     | DEF   | Sam Adekugbe       |     |
| 45    | MED   | Pedro Vite         | 63' |
| 20    | MED   | Andrés Cubas       |     |
| 26    | MED   | Jean-Claude Ngando | 80' |
| 22    | DEL   | Ali Ahmed          |     |
| 24    | DEL   | Brian White        |     |
| 7     | DEL   | Jayden Nelson      | 46' |
| D. T. | D. T. | Jesper Sørensen    |     |

| 5  | Defensa        | Jesús Orozco Chiquete | 67' |
| 11 | Delantero      | Giorgos Giakoumakis   | 67' |
| 31 | Centrocampista | Amaury Morales        | 77' |
| 18 | Delantero      | Luka Romero           | 77' |
| 14 | Centrocampista | Alexis Gutiérrez      | 86' |

| 2  | Defensa        | Mathías Laborda | 46' |
| 11 | Delantero      | Emmanuel Sabbi  | 46' |
| 13 | Centrocampista | Ralph Priso     | 63' |
| 14 | Delantero      | Daniel Ríos     | 80' |
| 15 | Defensa        | Bjørn Utvik     | 86' |

| 8' · 28' · 37' · 45' · 50' | Ignacio Rivero Lorenzo Faravelli Ángel Sepúlveda Mateusz Bogusz Ángel Sepúlveda | 1:0 2:0 3:0 4:0 5:0 |

| 65' | Ranko Veselinović |

| Principal  | Walter López          |
| Asistentes | Keytzel Corrales      |
|            | Raymundo Helpys Feliz |
| Cuarto     | Ismael Cornejo        |

| VAR            | Benjamín Pineda |
| Asistentes VAR | Iván Barton     |

|  |                    |     |     |
|  | Tiros              | 18  | 0   |
|  | Tiros a puerta     | 8   | 0   |
|  | Faltas             | 11  | 13  |
|  | Saques de esquina  | 9   | 1   |
|  | Fueras de juego    | 3   | 1   |
|  | Posesión del balón | 67% | 33% |

| 23    | POR   | Kevin Mier        |     |
| 2     | DEF   | Jorge Sánchez     |     |
| 4     | DEF   | Willer Ditta      |     |
| 33    | DEF   | Gonzalo Piovi     |     |
| 29    | DEF   | Carlos Rotondi    |     |
| 19    | MED   | Carlos Rodríguez  | 86' |
| 6     | MED   | Erik Lira         |     |
| 8     | MED   | Lorenzo Faravelli | 77' |
| 15    | DEL   | Ignacio Rivero    | 67' |
| 7     | DEL   | Mateusz Bogusz    | 67' |
| 9     | DEL   | Ángel Sepúlveda   | 77' |
| D. T. | D. T. | Vicente Sánchez   |     |

| 1     | POR   | Yohei Takaoka      |     |
| 18    | DEF   | Édier Ocampo       | 46' |
| 4     | DEF   | Ranko Veselinović  | 86' |
| 33    | DEF   | Tristan Blackmon   |     |
| 3     | DEF   | Sam Adekugbe       |     |
| 45    | MED   | Pedro Vite         | 63' |
| 20    | MED   | Andrés Cubas       |     |
| 26    | MED   | Jean-Claude Ngando | 80' |
| 22    | DEL   | Ali Ahmed          |     |
| 24    | DEL   | Brian White        |     |
| 7     | DEL   | Jayden Nelson      | 46' |
| D. T. | D. T. | Jesper Sørensen    |     |

| 5  | Defensa        | Jesús Orozco Chiquete | 67' |
| 11 | Delantero      | Giorgos Giakoumakis   | 67' |
| 31 | Centrocampista | Amaury Morales        | 77' |
| 18 | Delantero      | Luka Romero           | 77' |
| 14 | Centrocampista | Alexis Gutiérrez      | 86' |

| 2  | Defensa        | Mathías Laborda | 46' |
| 11 | Delantero      | Emmanuel Sabbi  | 46' |
| 13 | Centrocampista | Ralph Priso     | 63' |
| 14 | Delantero      | Daniel Ríos     | 80' |
| 15 | Defensa        | Bjørn Utvik     | 86' |

| 8' · 28' · 37' · 45' · 50' | Ignacio Rivero Lorenzo Faravelli Ángel Sepúlveda Mateusz Bogusz Ángel Sepúlveda | 1:0 2:0 3:0 4:0 5:0 |

| 65' | Ranko Veselinović |

| Principal  | Walter López          |
| Asistentes | Keytzel Corrales      |
|            | Raymundo Helpys Feliz |
| Cuarto     | Ismael Cornejo        |

| VAR            | Benjamín Pineda |
| Asistentes VAR | Iván Barton     |

|  |                    |     |     |
|  | Tiros              | 18  | 0   |
|  | Tiros a puerta     | 8   | 0   |
|  | Faltas             | 11  | 13  |
|  | Saques de esquina  | 9   | 1   |
|  | Fueras de juego    | 3   | 1   |
|  | Posesión del balón | 67% | 33% |

| 23    | POR   | Kevin Mier        |     |
| 2     | DEF   | Jorge Sánchez     |     |
| 4     | DEF   | Willer Ditta      |     |
| 33    | DEF   | Gonzalo Piovi     |     |
| 29    | DEF   | Carlos Rotondi    |     |
| 19    | MED   | Carlos Rodríguez  | 86' |
| 6     | MED   | Erik Lira         |     |
| 8     | MED   | Lorenzo Faravelli | 77' |
| 15    | DEL   | Ignacio Rivero    | 67' |
| 7     | DEL   | Mateusz Bogusz    | 67' |
| 9     | DEL   | Ángel Sepúlveda   | 77' |
| D. T. | D. T. | Vicente Sánchez   |     |

| 1     | POR   | Yohei Takaoka      |     |
| 18    | DEF   | Édier Ocampo       | 46' |
| 4     | DEF   | Ranko Veselinović  | 86' |
| 33    | DEF   | Tristan Blackmon   |     |
| 3     | DEF   | Sam Adekugbe       |     |
| 45    | MED   | Pedro Vite         | 63' |
| 20    | MED   | Andrés Cubas       |     |
| 26    | MED   | Jean-Claude Ngando | 80' |
| 22    | DEL   | Ali Ahmed          |     |
| 24    | DEL   | Brian White        |     |
| 7     | DEL   | Jayden Nelson      | 46' |
| D. T. | D. T. | Jesper Sørensen    |     |

| 5  | Defensa        | Jesús Orozco Chiquete | 67' |
| 11 | Delantero      | Giorgos Giakoumakis   | 67' |
| 31 | Centrocampista | Amaury Morales        | 77' |
| 18 | Delantero      | Luka Romero           | 77' |
| 14 | Centrocampista | Alexis Gutiérrez      | 86' |

| 2  | Defensa        | Mathías Laborda | 46' |
| 11 | Delantero      | Emmanuel Sabbi  | 46' |
| 13 | Centrocampista | Ralph Priso     | 63' |
| 14 | Delantero      | Daniel Ríos     | 80' |
| 15 | Defensa        | Bjørn Utvik     | 86' |

| 8' · 28' · 37' · 45' · 50' | Ignacio Rivero Lorenzo Faravelli Ángel Sepúlveda Mateusz Bogusz Ángel Sepúlveda | 1:0 2:0 3:0 4:0 5:0 |

| 65' | Ranko Veselinović |

| Principal  | Walter López          |
| Asistentes | Keytzel Corrales      |
|            | Raymundo Helpys Feliz |
| Cuarto     | Ismael Cornejo        |

| VAR            | Benjamín Pineda |
| Asistentes VAR | Iván Barton     |

|  |                    |     |     |
|  | Tiros              | 18  | 0   |
|  | Tiros a puerta     | 8   | 0   |
|  | Faltas             | 11  | 13  |
|  | Saques de esquina  | 9   | 1   |
|  | Fueras de juego    | 3   | 1   |
|  | Posesión del balón | 67% | 33% |

| 23    | POR   | Kevin Mier        |     |
| 2     | DEF   | Jorge Sánchez     |     |
| 4     | DEF   | Willer Ditta      |     |
| 33    | DEF   | Gonzalo Piovi     |     |
| 29    | DEF   | Carlos Rotondi    |     |
| 19    | MED   | Carlos Rodríguez  | 86' |
| 6     | MED   | Erik Lira         |     |
| 8     | MED   | Lorenzo Faravelli | 77' |
| 15    | DEL   | Ignacio Rivero    | 67' |
| 7     | DEL   | Mateusz Bogusz    | 67' |
| 9     | DEL   | Ángel Sepúlveda   | 77' |
| D. T. | D. T. | Vicente Sánchez   |     |

| 1     | POR   | Yohei Takaoka      |     |
| 18    | DEF   | Édier Ocampo       | 46' |
| 4     | DEF   | Ranko Veselinović  | 86' |
| 33    | DEF   | Tristan Blackmon   |     |
| 3     | DEF   | Sam Adekugbe       |     |
| 45    | MED   | Pedro Vite         | 63' |
| 20    | MED   | Andrés Cubas       |     |
| 26    | MED   | Jean-Claude Ngando | 80' |
| 22    | DEL   | Ali Ahmed          |     |
| 24    | DEL   | Brian White        |     |
| 7     | DEL   | Jayden Nelson      | 46' |
| D. T. | D. T. | Jesper Sørensen    |     |

| 5  | Defensa        | Jesús Orozco Chiquete | 67' |
| 11 | Delantero      | Giorgos Giakoumakis   | 67' |
| 31 | Centrocampista | Amaury Morales        | 77' |
| 18 | Delantero      | Luka Romero           | 77' |
| 14 | Centrocampista | Alexis Gutiérrez      | 86' |

| 2  | Defensa        | Mathías Laborda | 46' |
| 11 | Delantero      | Emmanuel Sabbi  | 46' |
| 13 | Centrocampista | Ralph Priso     | 63' |
| 14 | Delantero      | Daniel Ríos     | 80' |
| 15 | Defensa        | Bjørn Utvik     | 86' |

| 8' · 28' · 37' · 45' · 50' | Ignacio Rivero Lorenzo Faravelli Ángel Sepúlveda Mateusz Bogusz Ángel Sepúlveda | 1:0 2:0 3:0 4:0 5:0 |

| 65' | Ranko Veselinović |

| Principal  | Walter López          |
| Asistentes | Keytzel Corrales      |
|            | Raymundo Helpys Feliz |
| Cuarto     | Ismael Cornejo        |

| VAR            | Benjamín Pineda |
| Asistentes VAR | Iván Barton     |

|  |                    |     |     |
|  | Tiros              | 18  | 0   |
|  | Tiros a puerta     | 8   | 0   |
|  | Faltas             | 11  | 13  |
|  | Saques de esquina  | 9   | 1   |
|  | Fueras de juego    | 3   | 1   |
|  | Posesión del balón | 67% | 33% |

|                              |
| Bandera de México            |
| Campeón Cruz Azul 7.º título |

## Jugador del partido
La Concacaf entregó un premio al jugador del partido después de cada encuentro en el torneo de la Copa de Campeones Concacaf 2025, con el objetivo de reconocer a los mejores jugadores de la confederación de Norteamérica, Centroamérica y el Caribe (incluyendo de Sudamérica afiliados a la misma).
| Primera ronda      | Primera ronda | Octavos de final       | Octavos de final | Cuartos de final       | Cuartos de final | Semifinales         | Semifinales | Final           | Final       |
| Jugador            | Partido       | Jugador                | Partido          | Jugador                | Partido          | Jugador             | Partido     | Jugador         | Partido     |
| ------------------ | ------------- | ---------------------- | ---------------- | ---------------------- | ---------------- | ------------------- | ----------- | --------------- | ----------- |
| Ángel Sepúlveda    | RHO 0:2 CAZ   | Pavel Bucha            | CIN 1:1 TIG      | Diego Valdés           | AME 0:0 CAZ      | Juan Brunetta       | TIG 1:1 CAZ | Ángel Sepúlveda | CAZ 5:0 VAN |
| Nelson Deossa      | FOR 0:2 MON   | Adalberto Carrasquilla | UNAM 2:0 LDA     | Juan Brunetta          | LAG 0:0 TIG      | Sebastian Berhalter | VAN 2:0 MIA |                 |             |
| Harold Medina      | RES 1:0 TIG   | Denis Bouanga          | LAFC 3:0 CLB     | Adalberto Carrasquilla | VAN 1:1 UNAM     | Sebastian Berhalter | MIA 1:3 VAN |                 |             |
| Roberto Alvarado   | CIB 1:1 GDL   | Raúl Rangel            | GDL 1:0 AME      | Nathan Ordaz           | LAFC 1:0 MIA     | Ángel Sepúlveda     | CAZ 1:0 TIG |                 |             |
| Tobias Warschewski | CAV 2:1 UNAM  | Elías Aguilar          | HER 1:0 LAG      | Diego Lainez           | TIG 3:2 LAG      |                     |             |                 |             |
| Germán Berterame   | MON 3:0 FOR   | Ryan Gauld             | VAN 1:1 MON      | Ángel Sepúlveda        | CAZ 2:1 AME      |                     |             |                 |             |
| Ángel Sepúlveda    | CAZ 5:0 RHO   | Willer Ditta           | SEA 0:0 CAZ      | Lionel Messi           | MIA 3:1 LAFC     |                     |             |                 |             |
| Fernando Beltrán   | GDL 3:0 CIB   | Tadeo Allende          | MIA 2:0 CSC      | Tristan Blackmon       | UNAM 2:2 VAN     |                     |             |                 |             |
| Diego Lainez       | TIG 3:0 RES   | Diego Rossi            | CLB 2:1 LAFC     |                        |                  |                     |             |                 |             |
| Guillermo Martínez | UNAM 2:0 CAV  | Carlos Rodríguez       | CAZ 4:1 SEA      |                        |                  |                     |             |                 |             |
| Djordje Mihailović | COL 2:1 LAFC  | Juan Brunetta          | TIG 3:1 CIN      |                        |                  |                     |             |                 |             |
| Diogo Gonçalves    | HER 0:0 RSL   | Brian White            | MON 2:2 VAN      |                        |                  |                     |             |                 |             |
| Lionel Messi       | SKC 0:1 MIA   | Brian Rodríguez        | AME 4:0 GDL      |                        |                  |                     |             |                 |             |
| Pedro de la Vega   | ANG 1:3 SEA   | Julián Aude            | LAG 4:1 HER      |                        |                  |                     |             |                 |             |
| Pavel Bucha        | MOT 1:4 CIN   | Maximiliano Falcón     | CSC 0:2 MIA      |                        |                  |                     |             |                 |             |
| Mariano Torres     | SAP 2:1 VAN   | Diego Campos           | LDA 1:1 UNAM     |                        |                  |                     |             |                 |             |
| Jordi Alba         | MIA 3:1 SKC   |                        |                  |                        |                  |                     |             |                 |             |
| David Martínez     | LAFC 1:0 COL  |                        |                  |                        |                  |                     |             |                 |             |
| Rodrigo Auzmendi   | CIN 1:1 MOT   |                        |                  |                        |                  |                     |             |                 |             |
| Elías Aguilar      | RSL 1:2 HER   |                        |                  |                        |                  |                     |             |                 |             |
| Pedro de la Vega   | SEA 3:1 ANG   |                        |                  |                        |                  |                     |             |                 |             |
| Brian White        | VAN 2:0 SAP   |                        |                  |                        |                  |                     |             |                 |             |

## Estadísticas

### Clasificación general
| Club | Club                 | Pts. | PJ | PG | PE | PP | GF | GC | Dif. | Rend.  |
| ---- | -------------------- | ---- | -- | -- | -- | -- | -- | -- | ---- | ------ |
| 1    | Cruz Azul            | 21   | 9  | 6  | 3  | 0  | 20 | 3  | 17   | 77.78% |
| 2    | Vancouver Whitecaps  | 13   | 9  | 3  | 4  | 2  | 14 | 14 | 0    | 48.15% |
| 3    | Inter Miami          | 15   | 8  | 5  | 0  | 3  | 12 | 8  | 4    | 62.50% |
| 4    | Tigres UANL          | 12   | 8  | 3  | 3  | 2  | 11 | 7  | 4    | 50%    |
| 5    | Pumas UNAM           | 9    | 6  | 2  | 3  | 1  | 9  | 6  | 3    | 50%    |
| 6    | Los Angeles          | 9    | 6  | 3  | 0  | 3  | 8  | 7  | 1    | 50%    |
| 7    | América              | 4    | 4  | 1  | 1  | 2  | 5  | 3  | 2    | 33.33% |
| 8    | Los Angeles Galaxy   | 4    | 4  | 1  | 1  | 2  | 6  | 5  | 1    | 33.33% |
| 9    | Monterrey            | 8    | 4  | 2  | 2  | 0  | 8  | 3  | 5    | 66.67% |
| 10   | Seattle Sounders     | 7    | 4  | 2  | 1  | 1  | 7  | 6  | 1    | 58.33% |
| 11   | Guadalajara          | 7    | 4  | 2  | 1  | 1  | 5  | 5  | 0    | 58.33% |
| 12   | Herediano            | 7    | 4  | 2  | 1  | 1  | 4  | 5  | –1   | 58.33% |
| 13   | Cincinnati           | 5    | 4  | 1  | 2  | 1  | 7  | 6  | 1    | 41.67% |
| 14   | Columbus Crew        | 3    | 2  | 1  | 0  | 1  | 2  | 4  | –2   | 50%    |
| 15   | Alajuelense          | 1    | 2  | 0  | 1  | 1  | 1  | 3  | –2   | 16.67% |
| 16   | Cavalier             | 0    | 2  | 0  | 0  | 2  | 0  | 4  | –4   | 0%     |
| 17   | Colorado Rapids      | 3    | 2  | 1  | 0  | 1  | 2  | 2  | 0    | 50%    |
| 18   | Cavalry              | 3    | 2  | 1  | 0  | 1  | 2  | 3  | –1   | 50%    |
| 19   | Saprissa             | 3    | 2  | 1  | 0  | 1  | 2  | 3  | –1   | 50%    |
| 20   | Real Estelí          | 3    | 2  | 1  | 0  | 1  | 1  | 3  | –2   | 50%    |
| 21   | Real Salt Lake       | 1    | 2  | 0  | 1  | 1  | 1  | 2  | –1   | 16.67% |
| 22   | Motagua              | 1    | 2  | 0  | 1  | 1  | 2  | 5  | –3   | 16.67% |
| 23   | Cibao                | 1    | 2  | 0  | 1  | 1  | 1  | 4  | –3   | 16.67% |
| 24   | Sporting Kansas City | 0    | 2  | 0  | 0  | 2  | 1  | 4  | –3   | 0%     |
| 25   | Antigua GFC          | 0    | 2  | 0  | 0  | 2  | 2  | 6  | –4   | 0%     |
| 26   | Forge                | 0    | 2  | 0  | 0  | 2  | 0  | 5  | –5   | 0%     |
| 27   | Real Hope            | 0    | 2  | 0  | 0  | 2  | 0  | 7  | –7   | 0%     |

### Goleadores

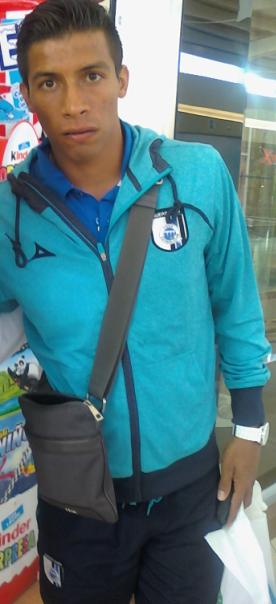
Ángel Sepúlveda, máximo goleador de la competencia con 9 anotaciones.

| Jugador             | Club                | Goles | PJ |
| ------------------- | ------------------- | ----- | -- |
| Ángel Sepúlveda     | Cruz Azul           | 9     | 8  |
| Lionel Messi        | Inter Miami         | 5     | 7  |
| Brian White         | Vancouver Whitecaps | 5     | 9  |
| Pedro de la Vega    | Seattle Sounders    | 3     | 3  |
| Pavel Bucha         | Cincinnati          | 3     | 4  |
| Guillermo Martínez  | Pumas UNAM          | 3     | 5  |
| Denis Bouanga       | Los Angeles         | 3     | 6  |
| Luis Suárez         | Inter Miami         | 3     | 8  |
| Nicolás Ibáñez      | Tigres UANL         | 3     | 8  |
| Sebastian Berhalter | Vancouver Whitecaps | 3     | 8  |

## Premios y reconocimientos
| Premio                 | Jugador         | Club                |
| ---------------------- | --------------- | ------------------- |
| Balón de Oro           | Ángel Sepúlveda | Cruz Azul           |
| Bota de Oro            | Ángel Sepúlveda | Cruz Azul           |
| Guante de Oro          | Kevin Mier      | Cruz Azul           |
| Mejor Jugador Joven    | Noah Allen      | Inter Miami         |
| Premio al Juego Limpio | —               | Vancouver Whitecaps |

| Posición | Jugador             | Club                |
| -------- | ------------------- | ------------------- |
| POR      | Kevin Mier          | Cruz Azul           |
| DEF      | Noah Allen          | Inter Miami         |
| DEF      | Willer Ditta        | Cruz Azul           |
| DEF      | Gonzalo Piovi       | Cruz Azul           |
| DEF      | Carlos Rotondi      | Cruz Azul           |
| MED      | Ignacio Rivero      | Cruz Azul           |
| MED      | Sebastian Berhalter | Vancouver Whitecaps |
| MED      | Juan Brunetta       | Tigres UANL         |
| MED      | Carlos Rodríguez    | Cruz Azul           |
| DEL      | Brian White         | Vancouver Whitecaps |
| DEL      | Ángel Sepúlveda     | Cruz Azul           |